# Брюссельська вулиця
Брюссе́льська ву́лиця — вулиця в Шевченківському районі міста Києва, місцевість Нивки. Пролягає від Балакліївської до Естонської вулиці.
Прилучаються Нивський провулок і вулиця Марка Безручка.

## Історія
Вулиця виникла в першій чверті XX століття, мала назву 2-й Олександрівський провулок. 1955 року отримала назву вулиця Гончарова, на честь російського письменника Івана Гончарова.
Сучасна назва на честь міста-побратима Києва Брюсселя — з 2022 року.